# Jefriemowo (rejon rudniański)
Jefriemowo (ros. Ефремово) – wieś (ros. деревня, trb. dieriewnia) w zachodniej Rosji, w osiedlu wiejskim Lubawiczskoje rejonu rudniańskiego w obwodzie smoleńskim.

## Geografia
Miejscowość położona jest w dorzeczu Makarowki, 6,5 km od granicy z Białorusią, 12,5 km od drogi magistralnej M1 «Białoruś», 1 km od drogi regionalnej 66N-1608 (R120 / Rudnia – Lubawiczi – Wołkowo), 18 km od drogi federalnej R120 (Orzeł – Briańsk – Smoleńsk – granica z Białorusią), 3,5 km od centrum administracyjnego osiedla wiejskiego (Lubawiczi), 17,5 km od centrum administracyjnego rejonu (Rudnia), 69 km od Smoleńska.
W granicach miejscowości znajduje się ulica Klenowaja (1 posesja).

## Demografia
W 2010 r. miejscowość zamieszkiwało 16 osób.

## Historia
W czasie II wojny światowej od lipca 1941 roku wieś była okupowana przez hitlerowców. Wyzwolenie nastąpiło w październiku 1943 roku.